# Kun je het al zien?
Kun je het al zien? is een Nederlands televisieprogramma van de VARA dat op de zondagavond uitgezonden werd door Nederland 1. De presentatie van het programma was in handen van Paul de Leeuw, hij werd bijgestaan door vaste gasten Nynke de Jong, Ajouad El Miloudi, Tim den Besten en Lammert de Bruin.
De eerste aflevering werd uitgezonden op 13 september 2015 en werd bekeken door 458.000 kijkers.

## Format
In het programma nam presentator Paul de Leeuw de week door met actueel nieuws en gasten. Met deze gasten en het publiek ging De Leeuw op zoek naar antwoorden op de vragen: kun je het al zien, wat hebben we gezien en wat krijgen we te zien?  
De Leeuw werd in zijn programma bijgestaan door de genoemde vaste gasten, zij namen elke week een bizar onderwerp mee dat hen de afgelopen week was opgevallen en gaven hun mening over andere onderwerpen die in het programma voorbij kwamen.
Tevens maakte De Leeuw in dit programma gebruik van verschillende rubrieken waaronder Babyblunders, Je komt van de boot en dan? en PVV TV. Bij PVV TV, wat staat voor Presentje Voor Vluchtelingen, presenteerde De Leeuw verkleed als een vrouwelijke waarzegster het laatste nieuws. Lammert de Bruin, een andere vaste gast, rekende in het programma elke week af met de weekendflaters.  

## Achtergrond

### Promotiefilmpje
Om het programma te promoten had presentator Paul de Leeuw een promotiefilmpje gemaakt waarin hij vermomd als een Koreaanse man samen met een Koreaanse vrouw zijn programma zogenaamd aankondigt op een Noord-Koreaanse omroep, hierin bespot hij het regime en zichzelf. De NPO was niet enthousiast over het promotiefilmpje en wilde het niet uitzenden. De Leeuw was het hier niet mee eens en deed zijn beklag op Twitter en plaatste de video uiteindelijk zelf online. Kort hierna besloot de NPO het bewuste promotiefilmpje alsnog uit te zenden.

### Vluchtelingenspecial
De Leeuw besloot om van de derde aflevering van het programma een Vluchtelingenspecial te maken, die hij geheel wijdde aan de Syrische vluchtelingen. In deze aflevering waren enkele tientallen vluchtelingen uit een opvangcentra in de studio, als publiek en enkele als gast, aanwezig. De Leeuw ging, door middel van een tolk, het gesprek met hen aan en gaf hen op geheel eigen wijze een mini-inburgeringscursus waarin hij ze een tompouce leerde eten en hen sjoelbakken cadeau gaf.
12 steden, 13 ongelukken · Alles draait om geld · Bergen Binnen · Büch's Boeken · Buitenhof ** · Bureau Kruislaan · Cabaret & Co · Comedytrain presenteert · Deadline · Dr. Ellen · Ernstige Delicten · Factor Giel · Gebak van Krul · GIEL · Herexamen · Hoe bestaat het · Hof van Joosten · Hollands Hoop · In goed gezelschap · Is dat eigenlijk wel zo? · Jules Unlimited · Kanniewaarzijn · Kassa · Kassa 3 · Kinderen geen bezwaar · Kinderen voor Kinderen · Kopspijkers · Kun je het al zien? · Het Lagerhuis · Langs de Leeuw · Langs Sint en De Leeuw · De leugen regeert · Lieve Paul · Lieve Paul & Sint · MaDiWoDoVrijdagshow · De Mega Mike & Mega Thomas Show · Mooi! Weer De Leeuw · Mooi! Weer de Sint · Nieuwslicht · NOVA * · Oppassen!!! · Overspel · Panache · PAU!L · PAU!L en Sint! · Pauls Kadoshow · Pauls Puber Kookshow · Pauw & Witteman · Per Seconde Wijzer · Sint & De Leeuw · Shouf Shouf! · The Sopranos · Stellenbosch ** · Studio Spaan · Thank God It's Friday · Twee voor twaalf · Unit 13 · De verrukkelijke 85 · Vroege Vogels TV · Vuurzee · Waltz ** · De Wereld Draait Door · De wereld van Boudewijn Büch · Wie steelt mijn show? · X De Leeuw · Zembla

*: In samenwerking met NPS en NOS     **: In samenwerking met AVROTROS en VPRO